# فسفور أبيض
قنابل الفسفور الأبيض هي سلاح يعمل عبر امتزاج الفسفور فيه مع الأكسجين. والفسفور الأبيض مادة شمعية شفافة وبيضاء ومائلة للاصفرار، وله رائحة تشبه رائحة الثوم ويصنع من الفوسفات، وهو يتفاعل مع الأكسجين بسرعة كبيرة منتجا نارا ودخان أبيض كثيف، وفي حال تعرض منطقة ما بالتلوث بالفسفور الأبيض يترسب في التربة أو قاع الأنهار والبحار أو حتى على أجسام الاسماك، وعند تعرض جسم الإنسان للفسفور الأبيض يحترق الجلد واللحم فلا يتبقى الا العظم.

## مميزات الفوسفور الأبيض
لفهم آلية القنبلة الفوسفورية يجب على الأقل معرفة الطبيعة الكيميائية للفوسفور الأبيض والتفاعلات الكيميائية المختلفة لهذا العنصر ذي الصيغة P4.
عند تواجد الفوسفور الأبيض في الهواء فهو يحترق تلقائيا مع الأكسجين لينتج بينتوكسيد الفوسفور حسب هذه المعادلة: P4 +5 O2 → P4O10 وقد ينتج مواد أخرى حسب ظروف التفاعل.
وبخصوص بينتوكسيد الفوسفور فهو يعتبر مسترطبا قويا، لهذا فهو يتفاعل مع أي جزيئة ماء مجاورة له ونتيجة التفاعل تنتهي بإنتاج قطرات من حمض الفوسفوريك.
P4O10 + 6 H2O → 4 H3PO4
ويكون احتراق الفوسفور الأبيض مع الأكسجين بتواجد مواد أخرى، خصوصا المؤكسِدة كالكبريت مثلًا، احتراقًا قويًا وانفجاريًا.

## تاريخ قذيفة الفسفور الأبيض

دبابة تقوم بإطلاق قذيفة "الفسفور" الأبيض

- بدأ استخدام الفسفور الأبيض لأول مرة بحسب «الاعتقادات» في القرن التاسع عشر، حيث كان على شكل محلول من الفسفور الأبيض مع مادة ثنائي كبريتيدات الكربون.[4]
- قامت أمريكا باستخدام قنابل الهاون وبعض الصواريخ التي تحتوي على الفسفور الأبيض.[4]
- استخدمت في حرب فيتنام.[4]
- استخدمت القوات الأمريكية القنبلة الفسفورية في مدينة الفلوجة العراقية عام 2004م.
- قامت إسرائيل باستخدام كرويات من هذا السلاح على قطاع غزة عام 2009م.[5][6]
- قامت قوات التحالف بقيادة أمريكا بضرب مدينة الموصل بالعراق باستخدام القنابل الفسفورية في 3 يونيو 2017.[7]
- قامت قوات التحالف بقيادة أمريكا بضرب مدينة الرقة بسوريا باستخدام القنابل الفسفورية في 9 يونيو 2017.[8]
- قامت قوات الجيش السوري التابعة للحكومة السورية بضرب أماكن في الغوطة الشرقية بقنابل الفسفور الأبيض في 22 مارس 2018.
- قامت إسرائيل باستخدام كرويات في قصف غزة في 2021.
- قامت إسرائيل باستخدام كرويات في قصف غزة وجنوب لبنان في معركة طوفان الأقصى في عام 2023م.

## مدى الأذى التي تسببه هذه القذيفة
- حروق في جسد الإنسان لدرجة أنها قد تصل إلى العظام، كما حدث في الفلوجة.
- الفسفور الأبيض يترسب في التربة أو في قاع الأنهار والبحار، مما يؤدي إلى تلوثها الذي يسبب الضرر للإنسان.[9]
- القذيفة الواحدة تقتل كل كائن حي حولها بقطر 150 م.
- استنشاق هذا الغاز يؤدي إلى ذوبان: القصبة الهوائية، والرئتين.
- دخان هذه القذيفة الفسفورية يصيب الأشخاص المتواجدين في المنطقة بحروق لاذعة في الوجه والعينان والشفتان والوقاية تكون بالتنفس من خلال قطعة قماش مبلولة بالماء.

## ملاحظات حول قذيفة الفسفور الأبيض

شظايا الفسفور الأبيض.